# A Girl Walks Home Alone at Night
A Girl Walks Home Alone at Night ist ein feministischer Vampirfilm der iranisch-amerikanischen Regisseurin und Drehbuchautorin Ana Lily Amirpour aus dem Jahr 2014. Der in Schwarz-Weiß gedrehte Film noir wurde zuerst im Januar 2014 auf dem Sundance Film Festival gezeigt, bevor er am 21. November 2014 in den USA anlief. In Deutschland kam Amirpours Debütfilm am 23. April 2015 in die Kinos.

## Handlung
In der fiktiven iranischen Stadt Bad City lebt der junge Arash, der mit seinem klassischen weißen T-Shirt, seiner Fifties-Frisur und der Sonnenbrille wie der ewige jugendliche Rebell wirkt. Sein heroinabhängiger Vater Hossein dagegen hat eine verwahrloste Ausstrahlung und verlangt ständig von Arasch, der bei ihm wohnt, er möge für Nachschub „seiner Medizin“ sorgen. Bei dem jungen und brutalen Drogendealer Saed hat die Familie daher bereits Schulden. Weitere Figuren sind die nicht mehr ganz junge Prostituierte Atti und ein Junge im Grundschulalter. In diese kleine Welt tritt eine mysteriöse junge Frau im Tschador. Zunächst erscheint und verschwindet sie unvermittelt aus den Schatten der Stadt. Der Dealer nimmt sie in seine stylische Wohnung mit, wo sie zunächst auf etwas zu warten scheint. Als er jedoch plump versucht sich ihr zu nähern, fährt sie die Reißzähne aus und beißt ihm einen Finger ab, bevor sie ihn tötet und sein Blut trinkt.
Arash kommt kurz danach in die Wohnung des Dealers und sieht, wie die namenlose junge Frau das Haus verlässt. Er findet die Leiche und nimmt einen Koffer voll Drogen und Geld mit. Von nun an versorgt Arash seinen Vater mit Heroin und dealt auch selbst. In einer Nacht trifft Arash die Frau im Tschador auf der Straße, als er nach einer Kostümparty auf dem Weg nach Hause ist. Er trägt ein Dracula-Kostüm und hat Mühe, sich auf den Beinen zu halten. Da er kaum laufen kann, nimmt sie ihn in ihre kleine Kellerwohnung mit, wo sie eine Schallplatte auflegt und die beiden zu Death von den White Lies tanzen.
Im weiteren Verlauf steht die junge Frau im Mittelpunkt der Handlung. Sie setzt den kleinen Jungen unter Druck und nimmt ihm sein Skateboard ab. Sie gleitet darauf noch unheimlicher und leiser durch Lichter und Schatten. Sie hat Kontakt zu verschiedenen Personen. Aber die Einzige, mit der sie sich unterhält, ist die Prostituierte Atti, die ihr empfiehlt, sich darauf zu besinnen, was sie selbst wirklich wolle. Als die junge Frau Atti neben Arashs Vater Hossein entdeckt und erkennt, dass beide unter Drogen stehen, wobei Hossein Atti gezwungen hat, die Drogen zu nehmen, tötet sie ihn und lässt die Leiche mit Attis Hilfe verschwinden.
Am nächsten Morgen findet der junge Arash die Leiche seines Vaters und will gemeinsam mit dem Mädchen aus der Stadt verschwinden. Während er auf das Mädchen in der Wohnung wartet, entdeckt er die Katze, die Hossein kurz zuvor mitgenommen hat. Obwohl er einen Moment zögert, entscheidet Arash sich, mit der Frau und dem Koffer voll Drogen und Geld in die Nacht davonzufahren.

## Hintergrund und Produktion
Ana Lily Amirpour wurde in England geboren und wuchs in den USA auf, wo sie die Filmakademie der University of California, Los Angeles abschloss. Sie dreht nach eigenen Angaben seit ihrem zwölften Lebensjahr Filme und hatte vor A Girl Walks Home Alone at Night nur an Kurzfilmprojekten gearbeitet. Darunter war auch ein Kurzfilm mit gleichem Titel, mit dem sie den Kurzfilmpreis beim jährlichen Festival des iranischen Films in Los Angeles gewann. Einige Nebendarsteller des Kurzfilms spielen auch in der abendfüllenden Version mit.
Beide Filme beruhen auf einer gleichnamigen Graphic Novel von Amirpour, wo das Motiv eines weiblichen iranischen Vampirs im Tschador auf einem Skateboard bereits benutzt wird. Für ihr Debüt mit einem abendfüllenden Film bekam sie Gelder von mehreren Produktionsgesellschaften, darunter auch von SpectreVision von Elijah Wood. Nach dem Erfolg in Sundance übernahm das Film-Unternehmen von VICE-Medien zusammen mit 20th Century Fox den Vertrieb.
Gedreht wurde in Schwarz-Weiß in der kalifornischen Ölstadt Taft. Die Originalsprache des Films ist Farsi, alle Beteiligen stammen aus der exil-iranischen Community. Arash Marandi, der Darsteller des Arash, lebt in Hamburg.

## Analyse
Die Tiefpumpen der Ölstadt Taft und eine nur nachts gezeigte Industrieanlage prägen die Stimmung des Films. Spätestens wenn die junge Frau teils alleine, teils zusammen mit Arash immer wieder die Leichen ihrer Opfer in einen Graben außerhalb der Stadt wirft, der schon voll von menschlichen Körpern ist, wird der Film jedoch ortlos und im Irrealen angesiedelt. Immer wieder wird die Geschichte in Zeitlupe erzählt, die Angriffe der Vampirin auf ihre Opfer sind hingegen im Zeitraffer. Lange Einstellungen mit sparsamen Dialogen oder gar ohne Worte prägen den Film.
Vermittelt werden die Szenen durch den Soundtrack, der elektronische Musik mit starken Einflüssen aus dem Nahen Osten zwischen 80er-Jahre-Anklängen bis Hipstertum der 2010er Jahre einführt.
Der Film macht Anleihen bei berühmten Filmszenen. So lehnt Arash in der Eröffnungssequenz in einem weißen T-Shirt lässig an einem Lattenzaun wie James Dean und fährt einen 1957er Ford Thunderbird. Die mysteriöse Frau trägt einen quergestreiften Pullover wie Jean Seberg in Außer Atem.

## Rezeption
Der Film wurde in Sundance begeistert aufgenommen und von Kritikern als sofortiger Klassiker bezeichnet. Im Film werden Zitate aus den 1950er Jahren, den 1980ern und der Postmoderne verortet. Zum Vergleich werden Quentin Tarantino, Aki Kaurismäki und Jim Jarmusch genauso herangezogen wie Musikvideos.
Der Titel wird als Provokation der iranischen Gesellschaftsordnung interpretiert. Schon die Vorstellung, dass ein Mädchen nachts alleine nach Hause geht, verletze die Regeln der iranischen Theokratie. Dargestellt werde eine junge Frau, die sich gegen die von ihr wahrgenommene Ungerechtigkeit wehrt und die Machtverhältnisse der Geschlechter umkehrt.
Der Kontrast zwischen dem iranischen Kulturkreis und der feministischen Vampirstory wird geringer, wenn man die betonte ethnische Ausrichtung als Marketingidee der Regisseurin und ihres Teams ansieht, denn ihr familiärer Hintergrund ist eben nur Hintergrund, während sie selbst und alle Mitwirkenden in westlichen Gesellschaften aufgewachsen sind.

## Kritik
Auf epd Film erschien eine ausführliche Filmkritik, die hier in Auszügen wiedergegeben wird:

„Bad City heißt der Schauplatz des von Ana Lily Amirpour und einem Team mit vornehmlich iranischen Wurzeln gedrehten Films, der im schönsten Kinoformat, nämlich Scope und Schwarzweiß, inszeniert ist. Bad City, das könnte durchaus die iranische Partnerstadt der Comic-Albtraum-Metropole Sin City sein. Nur dass dieses Bad City kleiner und schmutziger ist, provinzieller und südlicher wirkt. Eine Stadt, die freilich ein Traumzustand ist, irgendwo zwischen gestern und morgen gelegen. Ein Grenzort zwischen Realität und Fiktion, inspiriert von den dreckigen Kaffs aus unzähligen Western und Film noirs.“

„Amirpours Film stellt nie den Anspruch, die Rolle der Frau im Iran oder gar im Islam zu kommentieren. Der Film ist vielmehr ein kleines, vielleicht feministisches Meisterwerk der Imagination, das mit Versatzstücken der Filmgeschichte von Jarmusch bis Lynch und der Zeitgeschichte hantiert. Der unschuldige Arash und das gefährliche Girl kommen sich irgendwann näher. In langen Einstellungen, in denen Amirpour die Kunst der Mise en Scène wiederentdeckt, wird die Liebe beschworen als Poesie, Style, Rebellion und Sehnsucht nach dem Anderssein.“

## Soundtrack

### Offizieller Soundtrack
In einer limitierten Edition von Death Waltz Records war der offizielle Soundtrack 2014 auf Schallplatte erhältlich.
| Song                               | Künstler           | Länge (Min) |
| ---------------------------------- | ------------------ | ----------- |
| Charkhesh e Pooch                  | Kiosk              | 2:23        |
| Gelaye                             | Radio Tehran       | 3:43        |
| Sarcophagus                        | Federale           | 8:34        |
| Dancing girls                      | Farah              | 5:35        |
| Bashy                              | Free Electric Band | 5:14        |
| Black Sunday                       | Federale           | 3:58        |
| Hishe Ayn Ore (Remember That Day?) | Bei Ru             | 2:52        |
| Bread Thief                        | Bei Ru             | 3:00        |
| Death                              | White Lies         | 5:00        |
| Sisyphus                           | Federale           | 4:14        |
| Khabnama                           | Radio Tehran       | 6:33        |
| Thirsty's Return                   | Federale           | 3:26        |
| Cheshme Man                        | Dariush Eghbali    | 4:54        |
| Tatilat                            | Radio Tehran       | 5:40        |
| Yarom Bia                          | Kiosk              | 4:31        |
| The Veil                           | Bei Ru             | 3:52        |
| Tribe                              | Federale           | 4:25        |

### Alternativer Soundtrack
Die belgische Band The Black Heart Rebellion hat einen alternativen Soundtrack zum Film geschrieben und diesen zusammen mit dem Film mehrfach live aufgeführt.